# كيفن ر. ستون
كيفن ر. ستون (بالإنجليزية: Kevin R. Stone)‏ هو جراح أمريكي، ولد في 4 يونيو 1955 في بروفيدنس في الولايات المتحدة.